# Paso Escaleras
Paso Escaleras är en ort i Mexiko.   Den ligger i kommunen San Felipe Usila och delstaten Oaxaca, i den sydöstra delen av landet, 300 km sydost om huvudstaden Mexico City. Paso Escaleras ligger 99 meter över havet och antalet invånare är 576.
Terrängen runt Paso Escaleras är kuperad norrut, men söderut är den bergig. Paso Escaleras ligger nere i en dal. Runt Paso Escaleras är det ganska glesbefolkat, med 42 invånare per kvadratkilometer. Närmaste större samhälle är San Felipe Usila, 5,9 km sydväst om Paso Escaleras. I omgivningarna runt Paso Escaleras växer i huvudsak städsegrön lövskog.